# Рождественский поросёнок
«Рождественский поросёнок» (англ. The Christmas Pig) — сказочная повесть британской писательницы Джоан Роулинг, вышедшая 12 октября 2021 года.

## Сюжет
«Рождественский поросёнок» не связан сюжетно ни с одним из предыдущих произведений Джоан Роулинг. Главный герой повести — мальчик по имени Джек, который в канун Рождества теряет свою любимую игрушку, поросёнка Пока. В сочельник у него появляется новый товарищ, Рождественский поросёнок, который вместе с Джеком отправляется на поиски Пока в страну потерянных вещей.

## Публикация и оценки
Первые данные о книге появились в апреле 2021 года. Тогда стало известно, что «Рождественский поросёнок», переведённый на более чем 20 языков, поступит в продажу по всему миру 12 октября. Это было подарочное издание с иллюстрациями художника Джима Филда. В издательстве рассказали, что повесть «не только наполнена милыми персонажами, юмором, воображением и захватывающими дух приключениями, но и представляет собой историю, наполненную универсальными посланиями любви, потери и надежды, красиво обработанную и дающую незабываемые впечатления».
«Рождественский поросёнок» в первую же неделю после публикации стал самой популярной книгой в Великобритании: было продано 60 010 экземпляров. Повесть возглавила список бестселлеров в твёрдом переплёте для детей среднего возраста по версии New York Times. Рецензент этого издания заявил: «Роулинг написала удивительно убедительное фэнтези для нашего времени, которое обращается к прошлому в своём стремлении просветить и утешить». Обозреватель Times назвал «Рождественского поросёнка» «замечательной и своевременной» историей, рецензент Evening Standard — лучшим произведением Роулинг «со времён Азкабана».
В апреле 2024 года стало известно о начале работы над экранизацией книги.